# Slawische Benediktinerkongregation
Die Slawische Benediktinerkongregation vom heiligen Adalbert (lat. Congregatio Slava S. Adalberti) ist ein benediktinischer Klosterverband, der  1945 durch Papst Pius XII. errichtet wurde.

## Leitung und gegenwärtiger Stand
Die Leitung der Kongregation liegt bei einem Abtpräses. Letzter Abtpräses vor der Suspendierung des Klosterverbandes im Jahr 1969 war Abt Maurus Verzich von Emaus; seither führte der Abtprimas der Benediktinischen Konföderation die Aufsicht über die zur Kongregation gehörigen Klöster, ab 1990 vertreten durch einen Vicarius: 1990–2001 Abt Clemens Lashofer von Göttweig und 2001–2011/12 Erzabt Asztrik Várszegi von Pannonhalma.
Eine Rückkehr zur Leitung durch einen eigenen Präses wurde erst über vier Jahrzehnte später wieder verwirklicht: Am 21. März 2012 bestätigte der Apostolische Stuhl die Wahl von Edmund Wagenhofer (2011/12–2021) zum Abtpräses der Slawischen Benediktinerkongregation; Abtpräses Edmund ist emeritierter Erzabt der Erzabtei St. Peter, Salzburg. Als sein Nachfolger wurde am 21. Oktober 2021 vom in der Erzabtei Břevnov tagenden Generalkapitel Pater Jeronim Marin, Prior von Ćokovac, zum neuen Abtpräses gewählt.
Die Kongregation zählte im Jahr 2024 fünf Klöster (3 Abteien, 2 Konventualpriorate) in drei Ländern mit insgesamt 25 Ordensmännern.

## Mitglieder
1. Erzabtei Břevnov (Breunau)-Broumov (Braunau), Doppelabtei in Prag und Broumov, Tschechien
2. Abtei Emauzy (Emaus) in Prag, Tschechien
3. Abtei Rajhrad (Raigern), Tschechien
4. Priorat Maribor, Slowenien
5. Priorat Ćokovac, Kroatien